# Оловорудник
Оловору́дник — село в Оловяннинском районе Забайкальского края. Входит в состав городского поселения «Оловяннинское».

## География
Село находится на левом берегу реки Онон, на расстоянии примерно 2 км к северу от посёлка городского типа Оловянная, административного центра района.

### Климат
Климат характеризуется как резко континентальный, с большими колебаниями средних температур зимних и летних месяцев, а также резкими колебаниями температур в течение одних суток. Среднегодовая температура воздуха составляет −1,4 °С. Абсолютный максимум температуры воздуха — 39,2 °С; абсолютный минимум — −45,5 °С. Среднегодовое количество осадков — 342 мм.

## История
Основано в 1898 году. В 1911 году в селе был заложен Ононо-оловянный промысел, который был окончательно закрыт в 1950 году.

## Население
| 2010 | 2021 |
| ---- | ---- |
| 42   | ↘38  |

### Национальный состав
Согласно результатам переписи 2002 года, в национальной структуре населения русские составляли 98 % из 66 чел.